# Liste des députés de la préfecture de Toyama
Cette page liste les membres de la Chambre des représentants du Japon élus dans les circonscriptions de la préfecture de Toyama.

## 41elégislature(1996-2000)
Au cours de la 41e législature, les députés de la préfecture de Toyama furent les suivants :
| Circonscription | Député | Député                   | Parti politique | Mandat    |
| --------------- | ------ | ------------------------ | --------------- | --------- |
| 1re             |        | Jin'en Nagase            | PLD             |           |
| 2e              |        | Hiroshi Sumi (ja)        | PLD             | 1996-1998 |
| 2e              |        | Mitsuhiro Miyakoshi (ja) | PLD             | 1998-2000 |
| 3e              |        | Tamisuke Watanuki (ja)   | PLD             |           |

## 42elégislature(2000-2003)
Au cours de la 42e législature, les députés de la préfecture de Toyama furent les suivants :
| Circonscription | Député | Député                   | Parti politique |
| --------------- | ------ | ------------------------ | --------------- |
| 1re             |        | Jin'en Nagase            | PLD             |
| 2e              |        | Mitsuhiro Miyakoshi (ja) | PLD             |
| 3e              |        | Tamisuke Watanuki (ja)   | PLD             |

## 43elégislature(2003-2005)
Au cours de la 43e législature, les députés de la préfecture de Toyama furent les suivants :
| Circonscription | Député | Député                   | Parti politique |
| --------------- | ------ | ------------------------ | --------------- |
| 1re             |        | Jin'en Nagase            | PLD             |
| 2e              |        | Mitsuhiro Miyakoshi (ja) | PLD             |
| 3e              |        | Tamisuke Watanuki (ja)   | PLD             |

## 44elégislature(2005-2009)
Au cours de la 44e législature, les députés de la préfecture de Toyama furent les suivants :
| Circonscription | Député | Député                   | Parti politique |
| --------------- | ------ | ------------------------ | --------------- |
| 1re             |        | Jin'en Nagase            | PLD             |
| 2e              |        | Mitsuhiro Miyakoshi (ja) | PLD             |
| 3e              |        | Tamisuke Watanuki (ja)   | NPP             |

## 45elégislature(2009-2012)
Au cours de la 45e législature, les députés de la préfecture de Toyama furent les suivants :
| Circonscription | Député | Député                   | Parti politique |
| --------------- | ------ | ------------------------ | --------------- |
| 1re             |        | Muneaki Murai (ja)       | PDJ             |
| 2e              |        | Mitsuhiro Miyakoshi (ja) | PLD             |
| 3e              |        | Keiichirō Tachibana (ja) | PLD             |

## 46elégislature(2012-2014)
Au cours de la 46e législature, les députés de la préfecture de Toyama furent les suivants :
| Circonscription | Député | Député                   | Parti politique |
| --------------- | ------ | ------------------------ | --------------- |
| 1re             |        | Hiroaki Tabata (ja)      | PLD             |
| 2e              |        | Mitsuhiro Miyakoshi (ja) | PLD             |
| 3e              |        | Keiichirō Tachibana (ja) | PLD             |

## 47elégislature(2014-2017)
Au cours de la 47e législature, les députés de la préfecture de Toyama furent les suivants :
| Circonscription | Député | Député                   | Parti politique |
| --------------- | ------ | ------------------------ | --------------- |
| 1re             |        | Hiroaki Tabata (ja)      | PLD             |
| 2e              |        | Mitsuhiro Miyakoshi (ja) | PLD             |
| 3e              |        | Keiichirō Tachibana (ja) | PLD             |

## 48elégislature(2017-2021)
Au cours de la 48e législature, les députés de la préfecture de Toyama furent les suivants :
| Circonscription | Député | Député                   | Parti politique |
| --------------- | ------ | ------------------------ | --------------- |
| 1re             |        | Hiroaki Tabata (ja)      | PLD             |
| 2e              |        | Mitsuhiro Miyakoshi (ja) | PLD             |
| 3e              |        | Keiichirō Tachibana (ja) | PLD             |

## 49elégislature(2021-2024)
Au cours de la 49e législature, les députés de la préfecture de Toyama furent les suivants :
| Circonscription | Député | Député                   | Parti politique |
| --------------- | ------ | ------------------------ | --------------- |
| 1re             |        | Hiroaki Tabata (ja)      | PLD             |
| 2e              |        | Eishun Ueda (ja)         | PLD             |
| 3e              |        | Keiichirō Tachibana (ja) | PLD             |

## 50elégislature(depuis 2024)
Au cours de la 50e législature, les députés de la préfecture de Toyama sont les suivants :
| Circonscription | Député | Député                   | Parti politique |
| --------------- | ------ | ------------------------ | --------------- |
| 1re             |        | Hiroaki Tabata (ja)      | PLD             |
| 2e              |        | Eishun Ueda (ja)         | PLD             |
| 3e              |        | Keiichirō Tachibana (ja) | PLD             |